# Caraipa longipedicellata
Caraipa longipedicellata là một loài thực vật có hoa trong họ Calophyllaceae. Loài này được Steyerm. mô tả khoa học đầu tiên năm 1952.